# Druga Świątynia
Druga Świątynia (hebr. בֵּית הַמִּקְדָּשׁ הַשֵּׁנִי, Bet ha-Mikdasz ha-Szeni) – najważniejsza świątynia Izraelitów, niegdyś znajdująca się w Jerozolimie, na Wzgórzu Świątynnym. Zgodnie z żydowską tradycją powstała w latach 537–516 p.n.e. z inicjatywy perskiego króla Cyrusa II Wielkiego na miejscu Pierwszej Świątyni, która została zniszczona przez armię babilońską w 587 roku p.n.e. Następnie podległy Cesarstwu Rzymskiemu król Herod Wielki przeprowadził przebudowę i powiększenie świątyni. Budowla została zniszczona przez wojska rzymskie w 70 roku n.e. podczas oblężenia Jerozolimy.

## Okoliczności budowy i przebudowy
Od czasu zniszczenia Drugiej Świątyni jedyne dostępne źródła wiedzy o niej były obarczone religijnymi i politycznymi inklinacjami. Podstawę współczesnej wiedzy na temat Drugiej Świątyni stanowi Nowy Testament, Miszna (rabiniczna egzegeza Starego Testamentu), a także dzieła żydowsko-rzymskiego historyka Józefa Flawiusza.
Zgodnie z tradycją w połowie X wieku p.n.e. król Salomon zbudował Pierwszą Świątynię na Wzgórzu Świątynnym w Jerozolimie, uważanym za „miejsce, które wybrał Pan” jako jego dom (Księga Powtórzonego Prawa, 12,14-15 i następne). Budowla ta została zniszczona przez oblegające Jerozolimę wojska babilońskie pod dowództwem króla Nabuchodonozora II w 587 roku p.n.e. Pół wieku później, w 539 roku p.n.e., Cyrus II Wielki, król Persów i Medów, który pokonał babilońską armię i zdobył Judę, zdecydował o odbudowie świątyni Żydów w Jerozolimie, pozwalając im także powrócić z wygnania do Judy, będącej odtąd perską prowincją Yehud Medinata (3 Księga Ezdrasza, 1,2-3; 2 Księga Kronik, 36,23). Prace budowlane przy świątyni rozpoczęły się wiosną 537 roku p.n.e.. Około 520 roku p.n.e. prorocy Aggeusz i Zachariasz wezwali powracających żydowskich wygnańców do jak najszybszej odbudowy świątyni. Ostatecznie budowę ukończono w 516 roku p.n.e..
Gdy Jerozolima dostała się pod panowanie rzymskie, pozostała stolicą Judei i ogólnoświatowym centrum judaizmu. Standardowo liczące od 100 do 200 tysięcy mieszkańców miasto trzy razy w roku, w święta Pesach, Pięćdziesiątnicy i Sukkot wypełniało się pielgrzymami, przez których jego populacja wzrastała do 1 miliona osób (dokładna liczba jest uzależniona od źródła szacunków ludnościowych). Małe, starożytne miasto przy tych okazjach musiało poradzić sobie nie tylko z tłumem ludzi, ale także z dużą ilością ofiar ze zwierząt oraz darów, co wymagało tymczasowego wzrostu dostaw żywności, miejsc zakwaterowania, udogodnień związanych z kąpielami rytualnymi i wszystkich aspektów handlu. W związku z tym król Herod Wielki, sprawujący władzę nad Judeą z nadania rzymskiego zmagając się z problemami logistycznymi, konsekwentnie dążył do przebudowy miasta i świątyni, aby przystosować je do okresowego napływu ludności. Około 20 roku p.n.e. Herod rozpoczął realizację projektu całkowitego przebudowania i powiększenia Drugiej Świątyni.

## Opis i funkcjonowanie

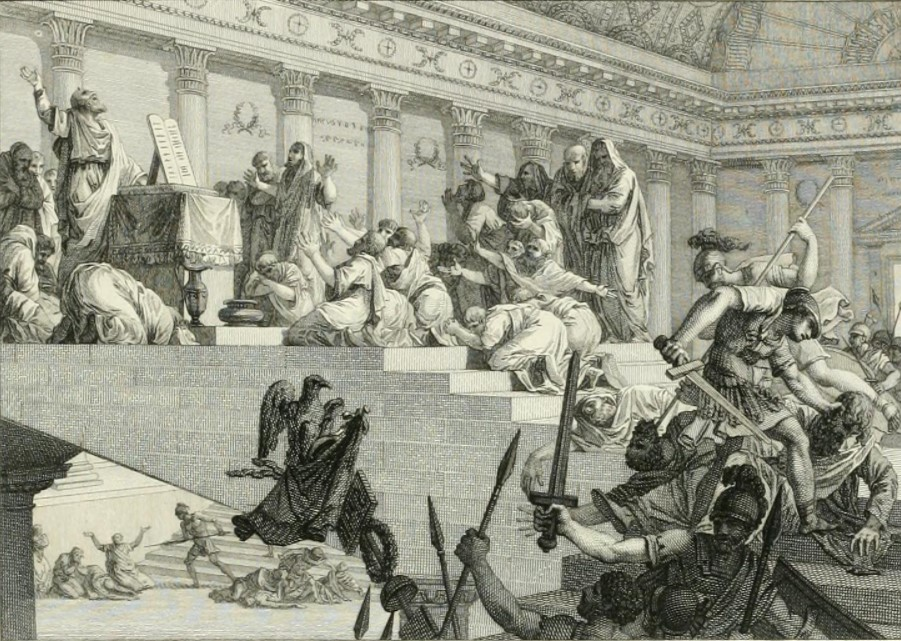
Rycina wg S. D. Mirysa, Zdobycie Świątyni za Pompejusza

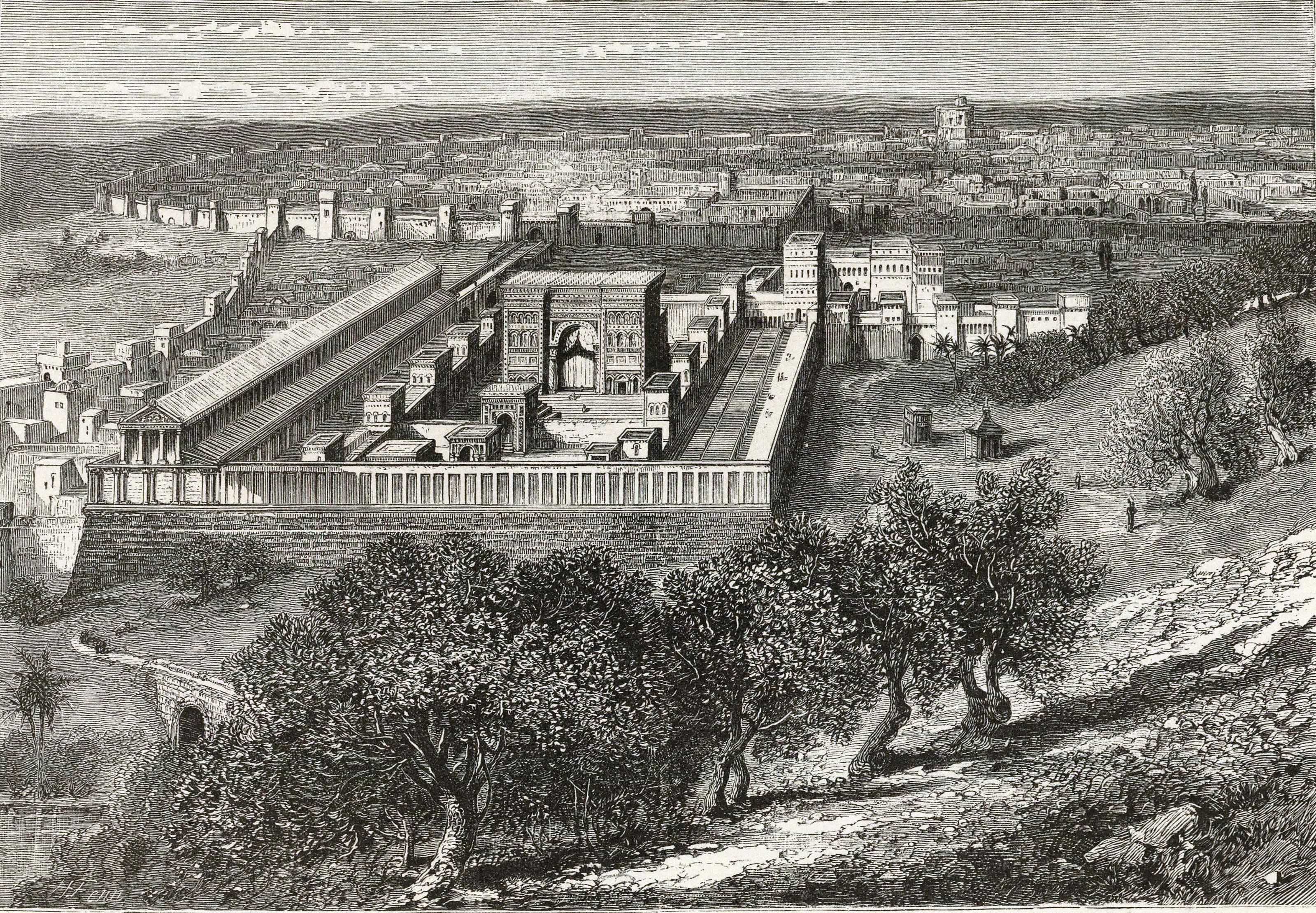
Obraz z 1873 roku przedstawiający widok na świątynię Heroda

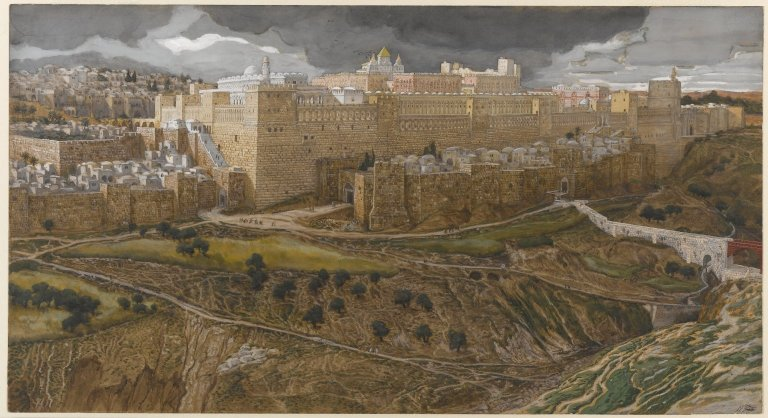
Wyobrażenie świątyni Heroda autorstwa Jamesa Tissota, znajdujące się w Brooklyn Museum

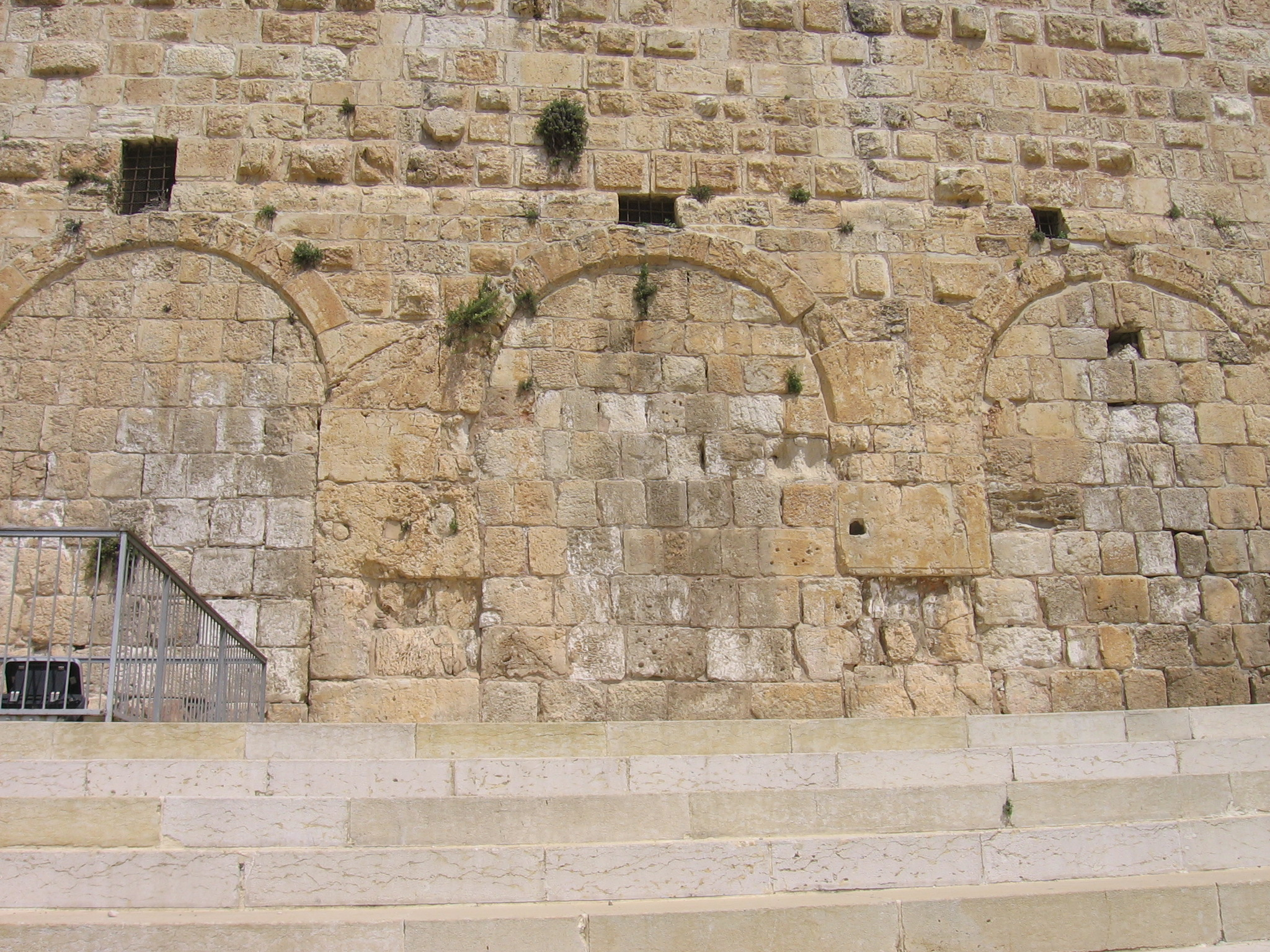
Pozostałości Bramy Hulda

Szczegółowy opis świątyni po przebudowie dokonanej przez Heroda pochodzi od Józefa Flawiusza, a Miszna zapewnia plan świątyni w odniesieniu do tego, co wydaje się strukturą powstałą przed panowaniem Heroda, prawdopodobnie zbudowaną po powstaniu Machabeuszów z 168–164 roku p.n.e. Cały kompleks świątynny położony był na platformie, którą Herod zbudował w oparciu o Górę Moria, będącą miejscem poświęcenia przez Abrahama syna Izaaka. Platforma ta powstała poprzez otoczenie góry swego rodzaju „pudełkiem” z kamiennymi ścianami i wypełnienie go ziemią. W ten sposób utworzony został prostokątny plac, mający około 430 m długości i 300 m szerokości. Liczące 5 m grubości i wysokość 20-kondygnacyjnego budynku mury oporowe tego placu zbudowano z ogromnych kamieni o masie od 2 do 100 ton, przy czym średnia waga tych kamieni wynosiła około 10 ton. Kamienie te spajał ze sobą wyłącznie ich ciężar, jako że przy ich montażu nie zastosowano żadnej zaprawy. Sposób, w jaki umieszczono na swoim miejscu tak ciężkie kamienie przy panującej w ówczesnych czasach technologii budowlanej jest niewyjaśniony.
Przed rozpoczęciem prac nad budową świątyni po ukończeniu platformy, Herod przez osiem lat gromadził materiały potrzebne do budowy. Następnie 10 000 robotników rozpoczęło wznoszenie świątyni. Wśród pracujących na budowie ludzi znajdowało się 1500 specjalnie przeszkolonych kapłanów, którzy jako jedyni mogli pracować w najskrytszych i najświętszych miejscach budowli. Budowa świątyni trwała łącznie dwadzieścia lat, chociaż już po upływie trzech i pół roku od rozpoczęcia prac została otwarta. Oprócz głównej budowli sakralnej, w skład obszaru świątynnego wchodził zewnętrzny dziedziniec otaczający kompleks - Sąd Kobiet, na który wstęp mieli i mężczyźni i kobiety oraz wewnętrzny dziedziniec otaczający ołtarz służący do składania ofiar. Wzdłuż wewnętrznego dziedzińca rozciągał się Sąd Izraela, na który wstęp mieli wyłącznie mężczyźni. Zarówno Sąd Kobiet jak i Sąd Izraela były jedynymi miejscami w świątyni dostępnymi dla cywilnych Izraelitów. Poza nimi reszta pomieszczeń w budowli zarezerwowana była tylko dla kapłanów. Będąca głównym obiektem całego kompleksu świątynia zbudowana była z błyszczącego białego marmuru i złota. Miała ona ponadto wykonane z brązu drzwi, zaś jej dach pokryty był złotymi kolcami, mającymi zapobiegać siadaniu na nim ptaków, a co za tym idzie, wynikającym stąd zabrudzeniom. Wnętrze świątyni zawierało menorę, stół dla chlebów pokładnych, ołtarz kadzidłowy, a także Święte Świętych, które zgodnie z tradycjami biblijnymi było lokalizacją Arki Przymierza w Pierwszej Świątyni. Do Sancta sanctorum wstęp miał wyłącznie Najwyższy Kapłan, który uczynić to mógł tylko raz w roku, w święto Jom Kipur.
Pielgrzymi, chcący wejść na teren świątyni, musieli najpierw wymienić pieniądze, gdyż cesarskie monety z wizerunkiem Juliusza Cezara nie były w świątyni przyjmowane. Mogli to zrobić w budynku zwanym królewskim portykiem lub stoą. Budynek ten mieścił się na placu świątynnym, aczkolwiek był tak położony, że aby do niego dotrzeć, trzeba było przejść po schodach na specjalny wiadukt, przecinający główną drogę i place położone wzdłuż zachodnich murów oporowych. Wiadukt ten oparty był na łuku, wykonanym z kamieni o łącznej masie ponad 1000 ton. Aby zbudować wiadukt, robotnicy musieli dosłownie usypać z ziemi wzgórze, ułożyć na nim konstrukcję wiaduktu, a następnie usunąć wzgórze pozostawiając ukończony obiekt. Józef Flawiusz opisał królewski portyk w sposób następujący: „...To była budowla bardziej godna uwagi, niż którakolwiek pod słońcem. Wysokość budynku była tak duża, że gdyby ktoś z dachu zerknął na dół, dostałby zawrotów głowy, a jego wzrok nie byłby w stanie dotrzeć do końca tej niezmierzonej głębokości....”. Opisał on również sto sześćdziesiąt dwie kolumny, umiejscowione w królewskim portyku, które były tak duże, że trzy osoby spokojnie mogły stanąć wokół podstawy takiej kolumny i bez przeszkód złapać się za ręce.
Po wymianie pieniędzy pielgrzymi przed wejściem do kompleksu świątynnego musieli dokonać rytualnej kąpieli w specjalnej wannie. Gdy już to zrobili, mogli się dostać do świątyni za pomocą bramy południowej lub Bramy Hulda. Bramy te prowadziły do tuneli pod placem świątynnym, których końce wyłaniały się na samym placu. Tunele te były oświetlone świecami, z kolei ich sklepienia zdobiły malowidła, przedstawiające skomplikowane, geometryczne wzory.
Zgodnie z rabinicznymi źródłami, Żydzi wierzyli, że świątynia była miejscem, z którego boskie siły emanowały na świat. Nadała ona świętość zarówno Jerozolimie, jak i całej Ziemi Izraela. Składanie ofiar i modlitwy w świątyni odbywały się dwa razy dziennie, rano i późnym popołudniem, z dodatkowymi obrzędami w szabaty i dni świąteczne. Ofiary w postaci czystych (koszernych) zwierząt tj. krowy, owce, kozy i ptaki, a także zbóż i pierwszych owoców w sezonie składano w imię przebaczenia grzechu, oczyszczenia po kontakcie ze zmarłymi i innymi nieczystymi rytuałami oraz jako wyraz wdzięczności dla Boga. Pracujący w kompleksie hebrajscy kapłani (koheni) zapewniali psalmodie, pomagali w opiece nad sanktuarium, a także służyli jako strażnicy i odźwierni. Ponadto koordynowali dostawy, a także pomagali w administracji finansowej.

## Zniszczenie

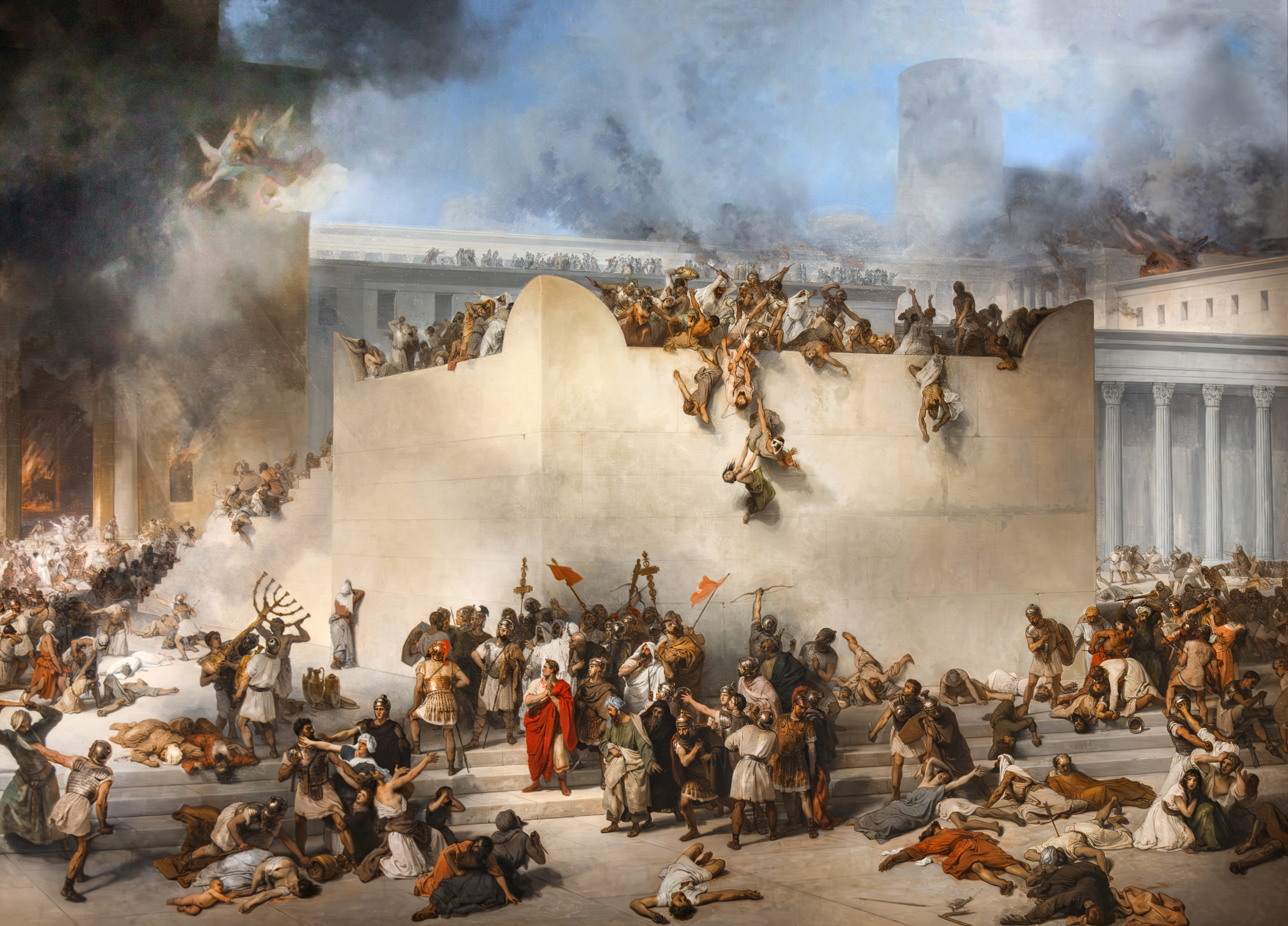
Zniszczenie Drugiej Świątyni na obrazie Francesca Hayeza

W 66 roku n.e. rozpoczęło się powstanie. Po kilku latach walk syn Wespazjana i następca tronu Tytus skierował swoje wojska pod mury Jerozolimy, po czym pod koniec 69 roku n.e. rozpoczął oblężenie, które spowodowało głód i zarazę w całym mieście. Po kolei wojska Tytusa rozbijały kolejne pierścienie murów obronnych, aż na wiosnę 70 roku n.e. dotarły do ostatniego pierścienia, który przełamały w miesiącu Tamuz. Rzymianie konsekwentnie starali się torować sobie drogę przez miasto, jednak napotkali zaciekły opór ze strony obrońców, w wyniku którego ponieśli ogromne straty. Byli jednak zdeterminowani, by zdobyć Fortecę Antoniusza, która strzegła Drugiej Świątyni.
Według Józefa Flawiusza jeden z rzymskich żołnierzy wziął pochodnię i rzucił ją na ozdobne gobeliny, które wisiały wzdłuż ścian zewnętrznych świątyni. Kiedy zajęły się ogniem, Rzymianie próbowali je ugasić, lecz nie mieli wystarczającej ilości wody. Ogień był tak intensywny, że nawet kamienie, z których zbudowana była świątynia, poddały się jego wpływowi i budowla runęła. Jak podaje Talmud, świątynia płonęła nie tylko po południu 9 dnia miesiąca aw, ale także cały 10 dzień.
Józef Flawiusz wspomina także o tysiącach Żydów, którzy spłonęli wraz ze świątynią. Wielu z pokonanych obrońców Jerozolimy wskoczyło w płomienie, czując, że jeśli świątynia płonie, płonąć musi także naród żydowski. Ten rodzaj zachowań samobójczych jest rzadki wśród przedstawicieli narodu żydowskiego i był stosowany głównie przez zelotów, którzy podążali za przywództwem rabina Johanana Ben Zakkaja. Ostatni z obrońców Jerozolimy – głównie sykariusze, Zeloci i nacjonaliści woleli się zabić, niż wpaść w niewolę rzymską. Z kolei faryzeusze byli skłonni się poddać.
Jedyną ocalałą pozostałością po świątyni jest fragment zachodniego muru oporowego platformy, na której mieścił się kompleks świątynny. Fragment ten jest znany jako Ściana Płaczu i stanowi najświętsze miejsce we współczesnym judaizmie.

## Znaczenie w judaizmie i chrześcijaństwie
Druga Świątynia i odbywające się w niej rytuały były przedmiotem sporów pomiędzy różnymi grupami żydowskimi w ówczesnych czasach. Pojawiały się m.in. zarzuty o naruszanie przez nie praw Tory. Niezgoda pomiędzy faryzeuszami a saduceuszami doprowadziła do sprzeczności w kontroli obrzędów świątynnych. Poglądy saduceuszy uchodziły za obowiązujące w tej kwestii, dopóki nie wyparło ich podejście faryzeuszy, które nastąpiło po powstaniu Machabeuszy, aczkolwiek w okresie istnienia Państwa Machabeuszy saduceusze odzyskali kontrolę nad obrzędami. Członkowie sekt znad Morza Martwego, którzy wierzyli, że świątynne rytuały były przeprowadzane nielegalnie, nie zabrali głosu w sprawie. Józef Flawiusz twierdził, że esseńczycy przetwarzali swoje ofiary na swoim własnym obszarze świątyni, aby spełnić specjalne wymagania dotyczące czystości rytuałów. Zwój Świątynny z Kumran, podobnie jak koniec Księgi Ezechiela z niecierpliwością oczekuje dużego rozszerzenia kompleksu świątynnego.
Józef Flawiusz odnotował również liczne wydarzenia wokół obchodów pielgrzymkowych, związane z pogarszającymi się relacjami Żydów z ich rzymskimi władcami. W obchodach tych wzięła udział ogromna liczba Żydów z całego świata. Według Józefa Flawiusza podczas święta Pesach z 66 roku n.e. złożono w ofierze 256 500 jagniąt w celu zapewnienia zakwaterowania 2,7 milionom ludzi. Podczas tego święta wybuchł ponadto masowy protest przeciwko działaniom rzymskiego prokuratora Florusa.
Świątynia odegrała również kluczową rolę we wczesnej historii chrześcijaństwa. Rodzina Jezusa Chrystusa przybyła do świątyni po jego narodzinach w celu uczczenia odkupienia pierworodnego syna (Księga Wyjścia, 13,14; Księga Liczb, 18,15-16) i aby jego matka mogła złożyć ofiarę, której wymaga Tora po urodzeniu dziecka (Księga Kapłańska, 12). Większość Izraelitów w ówczesnych czasach przestrzegała tego rytuału. Później, podczas jednej z rodzinnych pielgrzymek z okazji Pesach, Jezus nauczał w świątyni (Ewangelia Łukasza, 2, 41-48). Dopatrzył się on również skorumpowania w finansowych ustaleniach dotyczących utrzymania świątyni i kupowaniu ofiar, co doprowadziło do słynnego protestu z przewróceniem stołów właścicieli kantorów (Ewangelia Marka, 11,15 i równoległe). Ten przypadek miał miejsce wokół Pesach, ponieważ Jezus uczestniczył w tym święcie (Ewangelia Jana, 2,13). W istocie Jezus przewidział zniszczenie świątyni (Ewangelia Marka, 13,1-2 i równoległe). Świątynia i jej ofiary występują szczególnie wyraźnie jako symbole w Liście do Hebrajczyków.
Wiele późniejszych rytuałów żydowskich i chrześcijańskich opierało się na rytuałach świątynnych. Dla Żydów codzienne modlitwy zastąpiły ofiary, których nie mogą już składać w świątyni. Inne rytuały świątynne, takie jak Seder, Lulaw i Cytron, praktykowane podczas Sukkot, zostały przeniesione do domu lub do synagogi. Kult religijny był w dużej mierze wzorowany na rytuałach z Drugiej Świątyni.

## Archeologia

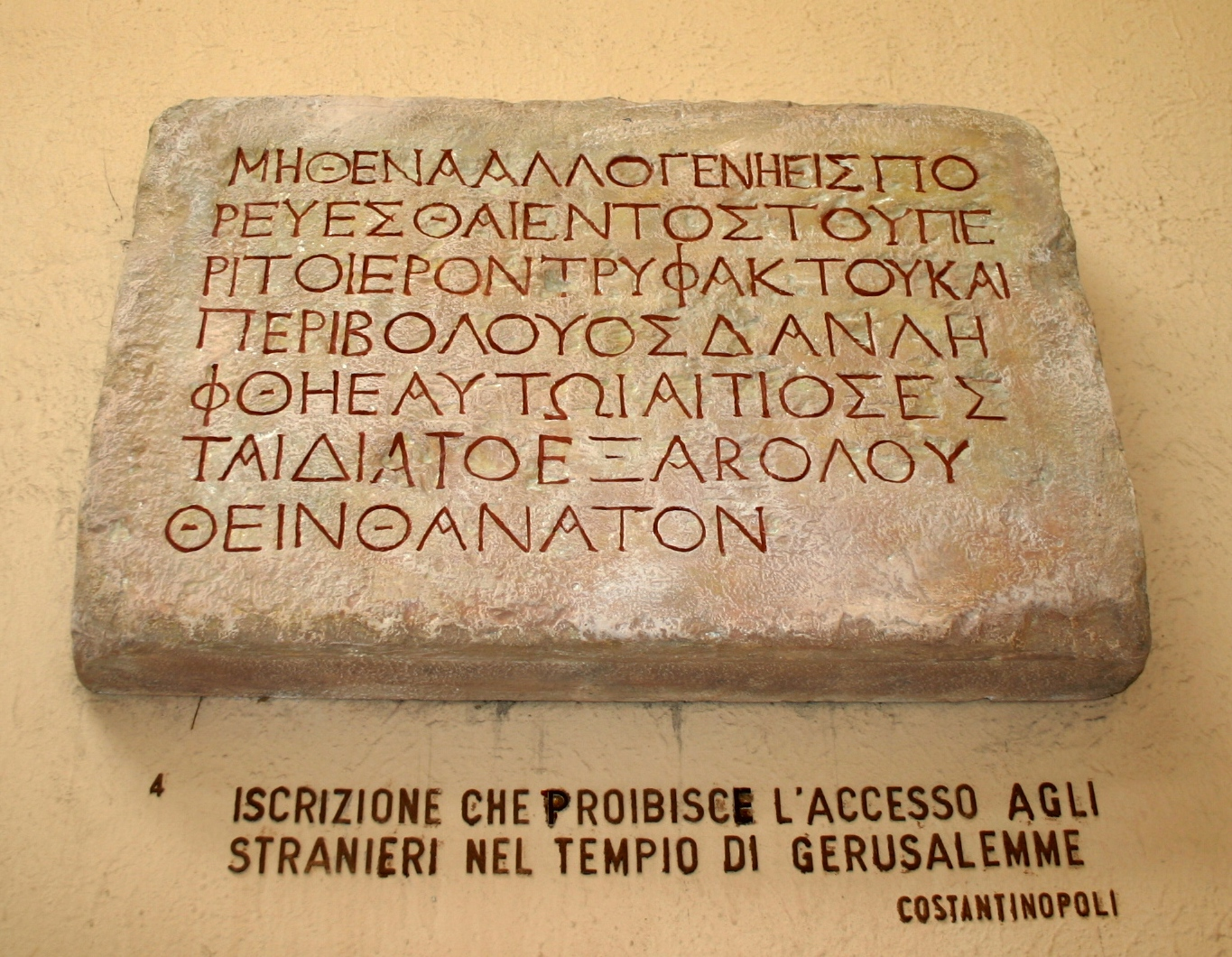
Odlew tablicy zakazującej osobom nie żydowskim wstępu do drugiej części świątyni Jerozolimskiej. Muzeum Cywilizacji Rzymskiej w Rzymie

W 2007 roku grupa izraelskich archeologów odkryła podczas prac naukowych kamieniołom, z którego Herod czerpał kamienie służące do rozbudowy Drugiej Świątyni. Odkrycia dokonano na leżącym na przedmieściach Jerozolimy terenie, przeznaczonym pod budowę szkoły. Zgodnie z wypowiedzią Yuvala Barucha, archeologa z organizacji Israel Antiquities Authority znalezione w kamieniołomie monety i fragmenty ceramiki potwierdziły, że pochodzące z niego kamienie posłużyły Herodowi do rozbudowy świątyni na Wzgórzu Świątynnym w 19 roku p.n.e.. Jednak według naukowców najmocniejszym dowodem na autentyczność kamieniołomu okazał się być żelazny kołek, który służył do podziału kamienia. Narzędzie to zostało przypadkowo wsadzone w kamień i zapomniane. Jak stwierdził Ehud Nesher, również reprezentujący organizację Israel Antiquities Authority, „narzędzie zostało tutaj przez 2000 lat dla nas do znalezienia, ponieważ robotnik nie wiedział, co z nim zrobić”. Nesher dodał również, że duże kontury kamiennych kawałków wskazywały, że prace przy rozbudowie świątyni były ogromnym projektem publicznym, prowadzonym przez setki niewolników.